# Röderaue
Röderaue är en kommun i Landkreis Meissen i förbundslandet Sachsen i Tyskland. Kommunen har cirka 2 500 invånare.
Kommunen ingår i förvaltningsområdet Röderaue-Wülknitz tillsammans med kommunen Wülknitz.